# Jai Hindley
Jai Hindley (* 5. května 1996) je australský profesionální silniční cyklista jezdící za UCI WorldTeam Red Bull–Bora–Hansgrohe.

## Kariéra

### Team Sunweb (2018–2021)
V srpnu 2017 podepsal Hindley tříletý kontrakt s Teamem Sunweb začínající od sezóny 2018. První závod, jehož se Hindley za Team Sunweb zúčastnil, byl portugalský etapový závod Volta ao Algarve. V srpnu 2018 byl Hindley jmenován na startovní listině Vuelty a España 2018. V květnu 2019 byl Hindley jmenován na startovní listině Gira d'Italia 2019.
Hindley začal svou sezónu 2020 v únoru na australské Herald Sun Tour, kde vyhrál celkové pořadí, vrchařskou soutěž a 2 etapy. V říjnu 2020 se zúčastnil odloženého Gira d'Italia. Hindley dojel v 15. etapě na třetím místě, a díky tomuto výsledku se posunul na třetí místo v celkovém pořadí. Následně vyhrál 18. etapu, která byla považována za královskou etapu a její trasa procházela přes průsmyk Stelvio. Hindley se posunul na druhé místo v celkovém pořadí a dostal se do čela soutěže mladých jezdců. Ve dvacáté etapě bojoval o další etapové vítězství, ale v cílové rovině byl přesprintován Taem Geogheganem Hartem. I tak se posunul se do čela celkového pořadí, avšak před závěrečnou časovkou měl identický čas jako Hart. V poslední 21. etapě, 15,7 km dlouhé individuální časovce, ztratil Hindley na Harta 39 sekund a Giro dokončil na druhém místě v celkovém pořadí za Hartem, jenž se stal druhým britským vítězem tohoto závodu.
Následující rok se Hindley dostal znovu na Giro d'Italia, tentokrát jako společný lídr s Romainem Bardetem. Ze závodu však odstoupil před startem 14. etapy kvůli bolesti v sedle.

### Bora–Hansgrohe (2022–)
V srpnu 2021 Hindley podepsal tříletý kontrakt s týmem Bora–Hansgrohe od sezóny 2022.

## Hlavní výsledky
2013
Mistrovství Oceánie
 2. místo silniční závod juniorů
10. místo časovka juniorů
2014
Mistrovství Oceánie
 3. místo silniční závod juniorů
Národní šampionát
3. místo silniční závod juniorů
2015
Mistrovství Oceánie
10. místo časovka do 23 let
2016
vítěz GP Capodarco
An Post Rás
2. místo celkově
 vítěz soutěže mladých jezdců
Tour de l'Avenir
5. místo celkově
6. místo La Flèche Ardennaise
2017
Toscana-Terra di Ciclismo
 celkový vítěz
vítěz vrchařské soutěže
vítěz etapy 1a (TTT)
Kolem Fu-čou
 celkový vítěz
vítěz 4. etapy
Herald Sun Tour
2. místo celkově
 vítěz soutěže mladých jezdců
2. místo Trofeo Città di San Vendemiano
Mistrovství Oceánie
 3. místo silniční závod
Giro Ciclistico d'Italia
3. místo celkově
vítěz 7. etapy
Rhône-Alpes Isère Tour
4. místo celkově
4. místo Gran Premio Industrie del Marmo
Tour Alsace
9. místo celkově
Tour de l'Avenir
10. místo celkově
10. místo Gran Premio Palio del Recioto
2019
Tour de Pologne
2. místo celkově
2020
Herald Sun Tour
 celkový vítěz
 vítěz vrchařské soutěže
vítěz etap 2 a 4
Giro d'Italia
2. místo celkově
vítěz 18. etapy
lídr  po 20. etapě
lídr  po etapách 18 – 20
2021
Tour de Pologne
7. místo celkově
2022
Giro d'Italia
 celkový vítěz
vítěz 9. etapy
Tirreno–Adriatico
5. místo celkově
6. místo Clásica Jaén Paraíso Interior
Vuelta a Burgos
7. místo celkově
Vuelta a España
10. místo celkově
2023
Critérium du Dauphiné
4. místo celkově
Tour de France
7. místo celkově
vítěz 5. etapy
lídr  po 5. etapě
Volta a Catalunya
8. místo celkově
2024
Volta a la Comunitat Valenciana
5. místo celkově
Tirreno–Adriatico
3. místo celkově
2025
Tirreno–Adriatico
5. místo celkově
Tour of the Alps
8. místo celkově
Volta a la Comunitat Valenciana
9. místo celkově

### Výsledky na etapových závodech
| Výsledky na Grand Tours        |      |      |      |      |      |      |      |      |
| Grand Tour                     | 2018 | 2019 | 2020 | 2021 | 2022 | 2023 | 2024 | 2025 |
| Giro d'Italia                  | —    | 35   | 2    | DNF  | 1    | —    | —    | DNF  |
| Tour de France                 | —    | —    | —    | —    | —    | 7    | 18   | —    |
| Vuelta a España                | 32   | —    | —    | —    | 10   | —    | —    |      |
| Výsledky na etapových závodech |      |      |      |      |      |      |      |      |
| Závod                          | 2018 | 2019 | 2020 | 2021 | 2022 | 2023 | 2024 | 2025 |
| Paříž–Nice                     | —    | —    | —    | 18   | —    | —    | —    | —    |
| Tirreno–Adriatico              | —    | —    | 13   | —    | 5    | 15   | 3    | 5    |
| Volta a Catalunya              | 71   | —    | NS   | DNF  | 13   | 8    | —    | —    |
| Kolem Baskicka                 | —    | —    | NS   | —    | —    | —    | 12   | —    |
| Tour de Romandie               | —    | —    | NS   | —    | —    | —    | 28   | —    |
| Critérium du Dauphiné          | —    | —    | —    | —    | —    | 4    | 20   | —    |
| Tour de Suisse                 | —    | —    | NS   | —    | —    | —    | —    | —    |

| —   | Nezúčastnil se |
| DNF | Nedokončil     |